# Estisch voetbalelftal in 2002
Het Estisch voetbalelftal speelde in totaal elf officiële interlands in het jaar 2002, waaronder twee wedstrijden in de kwalificatiereeks voor de EK-eindronde 2004 in Portugal. De ploeg stond voor het tweede opeenvolgende jaar onder leiding van de Nederlandse bondscoach Arno Pijpers, die in het najaar van 2000 was aangesteld door de Estische voetbalbond. Op de FIFA-wereldranglijst steeg Estland in 2002 van de 84ste (januari 2002) naar de 60ste plaats (december 2002). Eén speler kwam in alle elf duels in actie, van de eerste tot en met de laatste minuut: middenvelder Marko Kristal.

## Balans
| Wedstrijden | Wedstrijden | Wedstrijden | Wedstrijden | Doelpunten | Doelpunten | Doelpunten | Punten |
| Gespeeld    | Winst       | Gelijk      | Verlies     | Voor       | Tegen      | Saldo      | Punten |
| ----------- | ----------- | ----------- | ----------- | ---------- | ---------- | ---------- | ------ |
| 11          | 6           | 3           | 2           | 12         | 6          | +6         | 1.364  |

## Interlands
|                                                     |                                    |       |               |                                                                            |
| 14 maart Vriendschappelijk № 233 «onderlinge duels» | Estland                            | 2 – 0 | Saoedi-Arabië | Stadio Enzo Mazotti, Montecatini Terme Toeschouwers: 500 Scheidsrechter: — |
| 14 maart Vriendschappelijk № 233 «onderlinge duels» | Indrek Zelinski 9' Andres Oper 51' |       |               | Stadio Enzo Mazotti, Montecatini Terme Toeschouwers: 500 Scheidsrechter: — |

|                                                     |                                 |       |                            |                                                                                     |
| 27 maart Vriendschappelijk № 234 «onderlinge duels» | Estland                         | 2 – 1 | Rusland                    | A. Le Coq Arena, Tallinn Toeschouwers: 8.000 Scheidsrechter: Peter Fröjdfeldt (SWE) |
| 27 maart Vriendschappelijk № 234 «onderlinge duels» | Andres Oper 10' Andres Oper 85' |       | 18' Vladimir Bestsjastnych | A. Le Coq Arena, Tallinn Toeschouwers: 8.000 Scheidsrechter: Peter Fröjdfeldt (SWE) |

|                                                             |                     |       |         |                                                                                              |
| 18 mei Vriendschappelijk № 235 «onderlinge duels» 19:00 uur | Polen               | 1 – 0 | Estland | Stadion Wojska Polskiego, Warschau Toeschouwers: 6.500 Scheidsrechter: Emil Božinovski (MKD) |
| 18 mei Vriendschappelijk № 235 «onderlinge duels» 19:00 uur | Maciej Żurawski 56' |       |         | Stadion Wojska Polskiego, Warschau Toeschouwers: 6.500 Scheidsrechter: Emil Božinovski (MKD) |

|                                                   |            |                     |         |                                                                                     |
| 21 mei Vriendschappelijk № 236 «onderlinge duels» | San Marino | 0 – 1               | Estland | Stadio Olimpico, Serravalle Toeschouwers: 250 Scheidsrechter: Paolo Dondarini (ITA) |
| 21 mei Vriendschappelijk № 236 «onderlinge duels» |            | 36' Indrek Zelinski |         | Stadio Olimpico, Serravalle Toeschouwers: 250 Scheidsrechter: Paolo Dondarini (ITA) |

|                                                   |         |       |              |                                                                                        |
| 3 juli Vriendschappelijk № 237 «onderlinge duels» | Estland | 0 – 0 | Azerbeidzjan | Linnastaadion, Kuressaare Toeschouwers: 2.200 Scheidsrechter: Nicolai Vollquartz (DEN) |
| 3 juli Vriendschappelijk № 237 «onderlinge duels» |         |       |              | Linnastaadion, Kuressaare Toeschouwers: 2.200 Scheidsrechter: Nicolai Vollquartz (DEN) |

|                                                   |                     |       |                  |                                                                                   |
| 7 juli Vriendschappelijk № 238 «onderlinge duels» | Kazachstan          | 1 – 1 | Estland          | Zentral Stadion, Almaty Toeschouwers: 15.000 Scheidsrechter: Sergei Kapanin (KAZ) |
| 7 juli Vriendschappelijk № 238 «onderlinge duels» | Oleg Litvinenko 39' |       | 42' Meelis Rooba | Zentral Stadion, Almaty Toeschouwers: 15.000 Scheidsrechter: Sergei Kapanin (KAZ) |

|                                                        |                |       |          |                                                                                |
| 21 augustus Vriendschappelijk № 239 «onderlinge duels» | Estland        | 1 – 0 | Moldavië | A. Le Coq Arena, Tallinn Toeschouwers: 1.500 Scheidsrechter: Sten Kaldma (EST) |
| 21 augustus Vriendschappelijk № 239 «onderlinge duels» | Teet Allas 54' |       |          | A. Le Coq Arena, Tallinn Toeschouwers: 1.500 Scheidsrechter: Sten Kaldma (EST) |

|                                                                |         |       |         |                                                                                               |
| 7 september EK-kwalificatie № 240 «onderlinge duels» 18:00 uur | Kroatië | 0 – 0 | Estland | Stadion Gradski vrt, Osijek Toeschouwers: 10.000 Scheidsrechter: Juan Antonio Fernández (ESP) |
| 7 september EK-kwalificatie № 240 «onderlinge duels» 18:00 uur |         |       |         | Stadion Gradski vrt, Osijek Toeschouwers: 10.000 Scheidsrechter: Juan Antonio Fernández (ESP) |

|                                                       |                                                          |       |                                 |                                                                                  |
| 12 oktober Vriendschappelijk № 241 «onderlinge duels» | Estland                                                  | 3 – 2 | Nieuw-Zeeland                   | A. Le Coq Arena, Tallinn Toeschouwers: 3.500 Scheidsrechter: Rune Pedersen (NOR) |
| 12 oktober Vriendschappelijk № 241 «onderlinge duels» | Aivar Anniste 9' Kristen Viikmäe 52' Indrek Zelinski 81' |       | 40' Noah Hickey 44' Aaran Lines | A. Le Coq Arena, Tallinn Toeschouwers: 3.500 Scheidsrechter: Rune Pedersen (NOR) |

|                                                               |         |                 |        |                                                                                  |
| 16 oktober EK-kwalificatie № 242 «onderlinge duels» 19:30 uur | Estland | 0 – 1           | België | A. Le Coq Arena, Tallinn Toeschouwers: 2.500 Scheidsrechter: Michael Riley (ENG) |
| 16 oktober EK-kwalificatie № 242 «onderlinge duels» 19:30 uur |         | 2' Wesley Sonck |        | A. Le Coq Arena, Tallinn Toeschouwers: 2.500 Scheidsrechter: Michael Riley (ENG) |

|                                                        |                                     |       |         |                                                                                  |
| 20 november Vriendschappelijk № 243 «onderlinge duels» | Estland                             | 2 – 0 | IJsland | A. Le Coq Arena, Tallinn Toeschouwers: 1.800 Scheidsrechter: Ben Haverkort (NED) |
| 20 november Vriendschappelijk № 243 «onderlinge duels» | Kristen Viikmäe 75' Andres Oper 84' |       |         | A. Le Coq Arena, Tallinn Toeschouwers: 1.800 Scheidsrechter: Ben Haverkort (NED) |

## FIFA-wereldranglijst
| JAN | FEB | MAR | APR | MEI | JUN | JUL | AUG | SEP | OKT | NOV | DEC |
| --- | --- | --- | --- | --- | --- | --- | --- | --- | --- | --- | --- |
| 84  | 87  | 85  | 85  | 86  | 86  | 85  | 78  | 67  | 63  | 62  | 60  |

## Hõbepall
Sinds 1995 reiken Estische voetbaljournalisten, verenigd in de Eesti Jalgpalliajakirjanike Klubi, jaarlijks een prijs uit aan een speler van de nationale ploeg die het mooiste doelpunt maakt. In het achtste jaar sinds de introductie van de ereprijs ging de Zilveren Bal (Hõbepall) naar Teet Allas voor zijn treffer in het duel tegen Moldavië, gemaakt op 21 augustus. 

## Statistieken
| Mart Poom            | 1972-02-03 | Sunderland          | 7  | 0 | 0 | 86 | 0  |
| Martin Kaalma        | 1977-04-14 | FC Flora Tallinn    | 3  | 1 | 0 | 23 | 0  |
| Sergei Pareiko       | 1977-01-31 | Rotor Volgograd     | 1  | 0 | 0 |    |    |
| Verdediging          |            |                     |    |   |   |    |    |
| Teet Allas           | 1977-06-02 | FC Flora Tallinn    | 10 | 0 | 1 |    |    |
| Andrei Stepanov      | 1979-03-16 | FC Flora Tallinn    | 9  | 1 | 0 | 31 | 0  |
| Raio Piiroja         | 1979-07-11 | FC Flora Tallinn    | 9  | 0 | 0 |    |    |
| Erko Saviauk         | 1977-10-20 | FC Flora Tallinn    | 9  | 0 | 0 |    |    |
| Urmas Rooba          | 1978-07-08 | FC Kopenhagen       | 3  | 5 | 0 |    |    |
| Taavi Rähn           | 1981-05-16 | FC Flora Tallinn    | 3  | 1 | 0 |    |    |
| Sergei Hohlov-Simson | 1972-04-22 | Levadia Maardu      | 2  | 0 | 0 |    |    |
| Enar Jääger          | 1984-11-18 | FC Valga            | 0  | 1 | 0 | 1  | 0  |
| Middenveld           |            |                     |    |   |   |    |    |
| Marko Kristal        | 1973-06-02 | FC Flora Tallinn    | 11 | 0 | 0 |    |    |
| Martin Reim          | 1971-05-14 | FC Flora Tallinn    | 9  | 0 | 0 |    |    |
| Sergei Terehhov      | 1975-04-18 | FC Haka             | 7  | 2 | 0 |    |    |
| Kert Haavistu        | 1980-01-18 | FC Flora Tallinn    | 6  | 4 | 0 |    |    |
| Joel Lindpere        | 1981-10-05 | FC Flora Tallinn    | 4  | 2 | 0 |    |    |
| Liivo Leetma         | 1977-01-20 | TVMK Tallinn        | 3  | 2 | 0 |    |    |
| Meelis Rooba         | 1977-04-20 | FC Flora Tallinn    | 3  | 1 | 1 |    |    |
| Aivar Anniste        | 1980-02-18 | FC Valga            | 2  | 3 | 1 |    |    |
| Jevgeni Novikov      | 1980-06-28 | FC Flora Tallinn    | 0  | 1 | 0 | 12 | 1  |
| Aanval               |            |                     |    |   |   |    |    |
| Indrek Zelinski      | 1974-11-13 | Aalborg BK          | 9  | 1 | 3 | 88 | 26 |
| Andres Oper          | 1977-11-07 | Aalborg BK          | 8  | 0 | 4 |    |    |
| Kristen Viikmäe      | 1979-02-10 | Vålerenga IF        | 3  | 7 | 2 |    |    |
| Aleksander Saharov   | 1982-04-22 | FC Valga            | 0  | 6 | 0 |    |    |
| Dmitri Ustritski     | 1975-05-08 | JK Tulevik Viljandi | 0  | 1 | 0 |    |    |

EJL · A-internationals · Bondscoaches · Statistieken · Estisch vrouwenelftal · Olympisch elftal · Estland U21 · Estland U20 · Estland U19 · Estland U18 · Estland U17 · Estland U16
1920 – 1929 ·
1930 – 1939 ·
1940 – 1949 ·
1950 – 1990 · 
1990 – 1999 ·
2000 – 2009 ·
2010 – 2019 ·
2020 − 2029
OS 1924
1920 ·
1921 ·
1922 ·
1923 ·
1924 ·
1925 ·
1926 ·
1927 ·
1928 ·
1929 · 
1930 · 
1931 · 
1932 · 
1933 · 
1934 · 
1935 · 
1936 · 
1937 · 
1938 · 
1939 · 
1940 · 
1941 · 
1942 · 
1943 · 1944 · 
1945 · 
1946 · 
1947 · 
1948 · 
1949 · 
1950 – 1990 · 
1991 · 
1992 · 
1993 · 
1994 · 
1995 · 
1996 · 
1997 · 
1998 · 
1999 · 
2000 · 
2001 · 
2002 · 
2003 · 
2004 · 
2005 · 
2006 · 
2007 · 
2008 · 
2009 · 
2010 · 
2011 · 
2012 · 
2013 · 
2014 · 
2015 · 
2016 ·
2017 ·
2018 ·
2019 ·
2020
Albanië ·
Andorra ·
Angola ·
Antigua en Barbuda ·
Argentinië ·
Armenië ·
Azerbeidzjan ·
België ·
Bosnië-Herzegovina ·
Brazilië ·
Bulgarije ·
Canada ·
Chili ·
China ·
Cyprus ·
Denemarken ·
Duitsland ·
Ecuador ·
Egypte ·
El Salvador ·
Engeland ·
Equatoriaal-Guinea ·
Faeröer ·
Fiji ·
Filipijnen ·
Finland ·
Frankrijk ·
Georgië · 
Gibraltar ·
Griekenland ·
Hongarije ·
Hongkong ·
Ierland ·
IJsland ·
Indonesië ·
Irak ·
Israël ·
Italië ·
Jordanië ·
Kazachstan ·
Kirgizië ·
Kroatië ·
Letland ·
Libanon ·
Liechtenstein ·
Litouwen ·
Luxemburg ·
Malta ·
Marokko ·
Mexico ·
Moldavië ·
Montenegro ·
Nederland ·
Nieuw-Caledonië ·
Nieuw-Zeeland ·
Noord-Ierland ·
Noord-Macedonië ·
Noorwegen ·
Oekraïne ·
Oezbekistan ·
Oman ·
Oostenrijk ·
Polen ·
Portugal ·
Qatar ·
Roemenië ·
Rusland ·
Saint Kitts en Nevis ·
San Marino ·
Saoedi-Arabië ·
Schotland ·
Servië ·
Slovenië ·
Slowakije · 
Spanje ·
Tadzjikistan ·
Thailand ·
Trinidad en Tobago ·
Tsjechië ·
Turkije ·
Turkmenistan ·
Uruguay ·
Vanuatu ·
Venezuela ·
Verenigde Arabische Emiraten ·
Verenigde Staten ·
Vietnam ·
Wales ·
Wit-Rusland ·
Zweden ·
Zwitserland